# Jakob Žnider
Jakob Žnider, slovenski kipar, * 4. julij 1862, Jernej pri Ločah (sedaj Sveti Jernej, Slovenske Konjice, † 9. marec 1945, Maria Lanzendorf pri Dunaju.

## Življenje in delo
Najprej se je učil pri kiparju Francu Ksaverju Zajcu v Ljubljani (1886-1887), nato je študiral na akademiji likovnih umetnosti na Dunaju (1889-1893). Po končanem študiju je ves čas živel na Dunaju, kjer je ostala večina njegovih del; delno so v zasebni lasti, delno pa izgubljena, tako da je poznavanje opusa močno okrnjeno. Prvo in hkrati edino večje delo za Slovenijo so leseni polihromirani kipi svetnikov za veliki oltar župnijske cerkve v Čadramu (Joahim, Ana, Caharija, Elizabeta, Ciril, Metod, Maksimilijan, Mohor, 1899), na zunanjščini iste cerkve marmorni portretni relief župnika Bezenška (1915) in verjetno še figuralna skupina Križanje. Za I. slovensko umetnostno razstavo v Ljubljani 1900 je poslal 4 dela (danes izgubljena): Kristus na križu (vosek), Razpelo (sivi plastilin), sv. Mihael (polihromiran les) in Vaza. Tedaj so sodili, da je Žnider nadarjen kipar. Istega leta je za poslani osnutek na natečaju za spomenik Francetu Prešernu v Ljubljani z naslovom Ena se želja je Tebi spolnila prejel častno priznanje. Leta 1903 se je udeležil z osnutkom natečaja za spomenik cesarju Francu Jožefu I. v Ljubljani. Nazadnje je v Ljubljani sodeloval na jubilejni umetnostni razstavi 1910. 
Na Dunaju je bil Žnider dokaj priznan kipar sakralnih del, ki pa večinoma niso ohranjena. Nekaj njegovih del je ušlo pozabi le iz ohranjenih fotografij Jožeta Plečnika. Prijatelja Plečnika je na Dunaju pogosto obiskoval in mu kazal svoje osnutke; Plečnik ga je gmotno podpiral, saj je Žnider tako kot nekateri drugi živel v bednih razmerah.
Žnider je z Alojzijem Repičem in Ivanom Zajcem predstavnik generacije slovenskih kiparjev, ki so bili dunajsko šolani, a so izšli iz »kiparske šole« Franca Ksaverja Zajca oziroma domačih podobarskih delavnic. Kot očitno vesten Kundmannov učenec je sprva tudi sam izbral neorenesančno slogovno smer. Ustvarjal je v kamnu, plastilinu, vosku in lesu, kjer izstopajo nekateri tehnično dovršeni reliefi. Bil je globoko veren (umrl v samostanu) in se skoraj v celoti posvetil krščanski religiozni tematiki. Ob tem se je zgledoval pri italijanskih zgodnjerenesančnih slikarjih, pritegnila pa ga je tudi takrat aktualna Beuronska umetniška šola, s katero je Žniderja verjetno seznanil Plečnik.